# Fortinet Championship
Pour le tournoi du même nom, joué en 2006 et 2007 voir Justin Timberlake Shriners Hospitals for Children Open.
Le Fortinet Championship est un tournoi de golf de la PGA Tour Fall Series, puis intègre le PGA Tour en 2013, au titre de la saison 2014. Il est le premier tournoi de la saison du PGA Tour.
Il s'est tenu pour la première fois en 2007 sous le nom de Fry's Electronics Open au Grayhawk Golf Club Raptor Course à Scottsdale. Il devient le Frys.com Open en 2008 et déménage au CordeValle Golf Club à San Martin (Californie), puis en 2015 au Silverado Country Club à Napa (Californie). Il change de nouveau de nom en 2016 pour devenir le Safaway Open, mais reste joué à Napa.
De sa création jusqu'en 2015 inclus, sa dotation est de 5 millions de dollars. Celle-ci passe à 6 millions en 2016.

## Palmarès
| Année                  | Joueur          | Pays          | Score                 | Gains ($)     |
| Frys.com Open          | Frys.com Open   | Frys.com Open | Frys.com Open         | Frys.com Open |
| ---------------------- | --------------- | ------------- | --------------------- | ------------- |
| 2016                   | Brendan Steele  | États-Unis    | 67-71-67-65=270 (-18) |               |
| 2015                   | Emiliano Grillo | Argentine     | 68-71-65-69=273 (-15) |               |
| 2014                   | Sang-moon Bae   | Corée du Sud  | 66-69-65-73=273 (–11) | 900 000       |
| 2013                   | Jimmy Walker    | États-Unis    | 70-69-62-66=267 (–17) | 900 000       |
| 2012                   | Jonas Blixt     | Suède         | 66-68-66-68=268 (–16) | 900 000       |
| 2011                   | Bryce Molder    | États-Unis    | 71-67-65-64=267 (-17) | 900 000       |
| 2010                   | Rocco Mediate   | États-Unis    | 64-65-67-73=269 (-15) | 900 000       |
| 2009                   | Troy Matteson   | États-Unis    | 72-61-61-68=262 (-18) | 900 000       |
| 2008                   | Cameron Beckman | États-Unis    | 69-66-64-63=262 (-18) | 900 000       |
| Fry's Electronics Open |                 |               |                       |               |
| 2007                   | Mike Weir       | Canada        | 69-64-65-68=266 (-14) | 900 000       |